# Efrajim Szalom
Efrajim Szalom (hebr.: אפרים שלום, ang.: Ephraim Shalom, Efraim Shalom ur. 17 stycznia 1934 w Iraku, zm. 17 sierpnia 2017) – izraelski działacz społeczny, menedżer i polityk, w latach 1984–1988 poseł do Knesetu z listy Koalicji Pracy.

## Życiorys
Urodził się 17 stycznia 1934 w Królestwie Iraku w rodzinie irackich Żydów. Wychowywał się w Iraku oraz w Iranie. Edukację zakończył na szkole średniej. W 1950 nielegalnie opuścił Irak i wyemigrował do Izraela, jeszcze przed rozpoczęciem operacji Ezdrasz i Nehemiasz. Jeszcze w tym samym roku zapisał się do Partii Robotników Ziemi Izraela (Mapai), której członkiem pozostał do końca istnienia partii. W latach 1951–1952 był żołnierzem – działającym w ramach programu w Nahal łączącego służbę wojskową z pracą rolniczą.
Osiedlił się w, położonym w Dystrykcie Południowym, moszawie Bet Ezra. W latach 1954–1957 był jego menedżerem, a w 1957 został sekretarzem moszawu. Był działaczem całego Ruchu Moszawów. Przez osiemnaście lat – od 1959 do 1977 – zasiadał we władzach samorządu regionu Be’er Towijja, na terenie którego znajduje się Bet Ezra. W latach 1961–1962 był menedżerem lokalnego przedsiębiorstwa zajmującego się dostawami produktów, następnie od 1962 do 1977 pracował – w należącym do Ruchu Moszawów przedsiębiorstwie – odpowiedzialnym za zakupy dla wszystkich moszawów w południowej części Izraela.
Od 1964 był członkiem komitetu centralnego Mapai, a po aliansach na izraelskiej lewicy – połączeniu Mapai, Achdut ha-Awody oraz Rafi – i powstaniu Izraelskiej Partii Pracy działał w nowej partii. W 1977 został sekretarzem generalnym Ruchu Moszawów, którego pracami kierował do 1984. Od 1981 roku zasiadał w ścisłym kierownictwie Partii Pracy.
W wyborach parlamentarnych w 1984 po raz pierwszy i jedyny dostał się do izraelskiego parlamentu z listy, jednoczącej całą izraelską lewicę, Koalicji Pracy. W jedenastym Knesecie działał w parlamentarnych komisjach i podkomisjach. Przewodniczył podkomisji zajmującej się kwestią dostępu do wody słodkiej oraz zasiadał w pięciu komisjach: finansów; spraw gospodarczych; etyki poselskiej; budownictwa oraz spraw wewnętrznych i ochrony środowiska. Był także członkiem dwóch podkomisji – rozwoju Doliny Jordanu oraz dotyczącej problemów szkolnictwa religijnego; zasiadał także w komisji specjalnej rozwoju eksportu. Stracił miejsce w parlamencie w wyborach w 1988 roku i wycofał się z aktywnej działalności politycznej.
Zmarł 17 sierpnia 2017.